# 2011年ノルディックスキー世界選手権
2011年ノルディックスキー世界選手権大会は2011年2月23日から3月6日までの12日間、ノルウェーのオスロで開催されたノルディックスキーの世界選手権。同地では1930年、1952年（兼オスロオリンピック）、1966年、1982年に次いで5回目の開催。49カ国から636人が参加、21種目が行われた。

## トピックス

### ハイライト
- 開催国のノルウェーが8個の金メダル、銀メダル、銅メダル各6個の計20個のメダルを獲得した。
- ノルウェーの金メダルはすべてクロスカントリースキーでのもので、男子のペッテル・ノールトゥグが3個、女子のマリット・ビョルゲンが4個獲得した。
- ノルディック複合では団体2種目ともオーストリアが制し、ドイツは5大会連続して銀メダルに甘んじた。
- スキージャンプでは5種目すべてオーストリア勢が制した。

### 誘致活動、開催地決定
2002年、オスロ市とノルウェースキー振興協会は2009年のノルディックスキー世界選手権誘致に向けて始動した。
オスロ市議会は同大会の会場となるホルメンコーレン競技場の改築整備に5,280万ノルウェークローネを投じる決定をした。
2004年6月4日に国際スキー連盟（FIS）総会（於アメリカ合衆国、フロリダ州マイアミ）で投票が行われ、リベレツ（チェコ）11票、オスロ（ノルウェー）4票の大差で決定した。
誘致に失敗したノルウェースキー連盟はすぐに2011年大会の誘致に乗り出した。
ノルウェースキー振興協会はヴィケルスンのフライング台拡張の代わりにホルメンコーレンの北側、オスロウインターパークそばにあるRødkleivaに新しいジャンプ台を建設することを望んだ。
ホルメンコーレンジャンプ競技場は2011年の世界選手権までラージヒルとして使用し、その後はノーマルヒルに改修することとした。
2005年5月、ノルウェースキー連盟の総会で、2011年の世界選手権までにRødkleivaに新しいフライング台とノーマルヒルの台を建設することが評決された。
続いて、2008年に開催が決定されるヴィケルスンで行われる予定の2012年スキーフライング世界選手権について、ノルウェースキー連盟の総会でRødkleivaの計画を2008年までに決定すると決めた。
2005年9月22日、国際スキー連盟(FIS)はオスロが世界選手権とワールドカップ開催するならホルメンコーレンジャンプ競技場の改築が必要であることを明言した。ドイツ、オーベルストドルフのシャッテンベルクシャンツェやオーストリア、インスブルックのベルクイーゼルシャンツェも同様に改築された。
2005年12月、ノルウェー文化遺産総局はランドマーク性と建築としての品質を維持することを条件にスタート塔の解体を許可した。保存にふさわしいのは構造体ではなく活動そのものであると述べた。
ジャンプ台の改築には3億1000万ノルウェークローネかかると見積もられ、政府はそのうち7000万クローネを出資するとした。
2006年5月25日、FISの第45回総会（ポルトガル、ヴィラモウラ）で投票が行われ、イタリアのヴァル・ディ・フィエンメ、ポーランドのザコパネと競った結果オスロ12票、ヴァル・ディ・フィエンメ4票、ザコパネ0票でオスロでの2011年ノルディックスキー世界選手権開催が決定した。
市は新ジャンプ台設計コンペで104件の案からデンマークのJDS/JULIEN DE SMEDT ARCHITECTSによる"Nye Holmenkollen Fyr"を選んだ。この新しい国立競技場の建設費は6億5300万ノルウェークローネと見積もられた。
解体工事は2008年10月16日に始まり、同年12月に完了した。改築工事中のスキージャンプ・ワールドカップはヴィケルスンで代替開催された。
2007年12月12日に市議会で承認された時6億5300万ノルウェークローネと見積もられた予算は、2008年には1億2000万クローネ増加、2008年7月18日に詳細計画がオスロ市議会で承認された時には更に1億8000万クローネ増え、9億クローネを超えた。
コストの圧縮が検討され、ラージヒルの建設費に7億1500万クローネ、ノーマルヒルのミッツトゥンジャンプ競技場、クロスカントリースキースタジアム、インフラの整備を含めた総予算は24億2600万ノルウェークローネとなった。

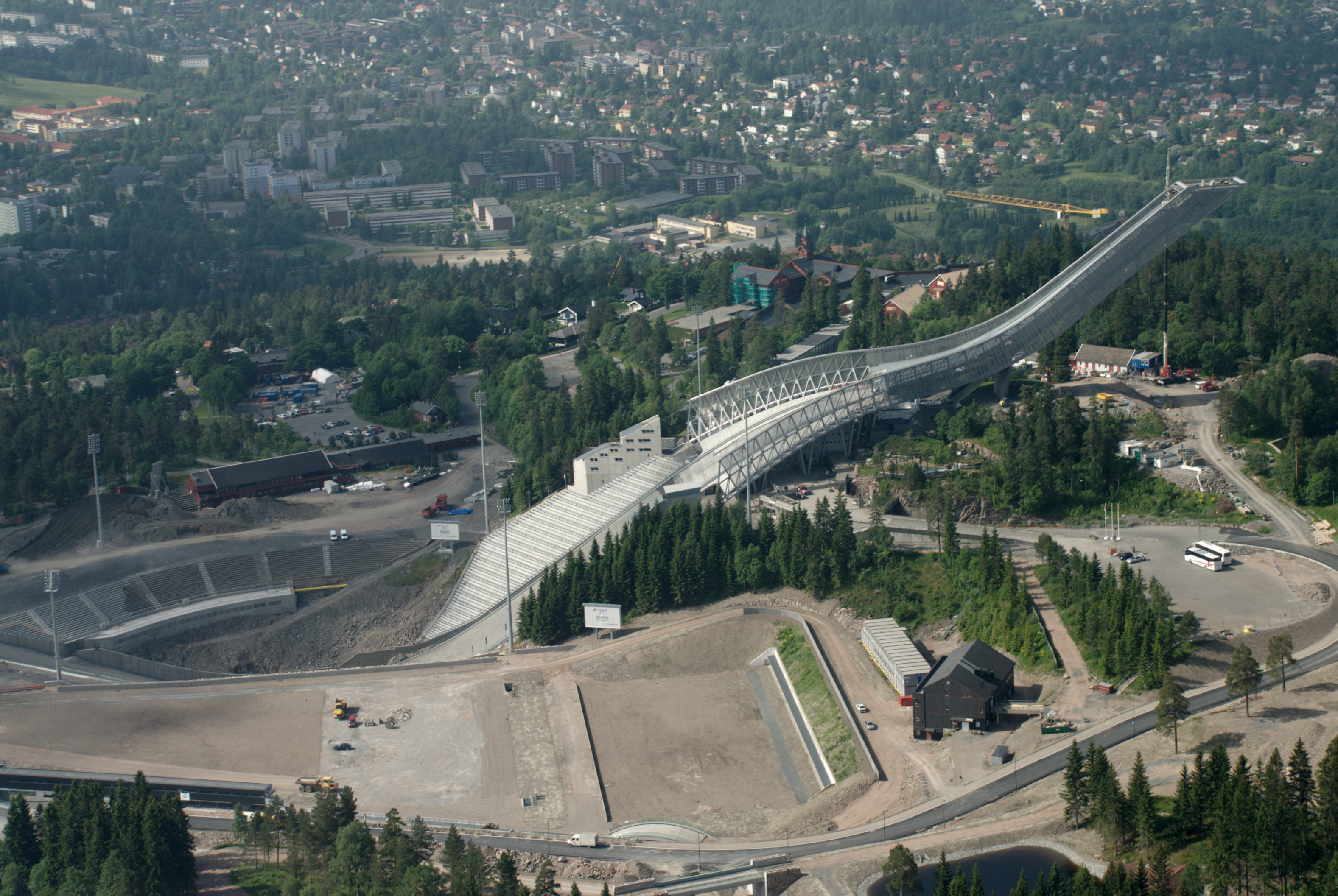
建設中のクロスカントリースキースタジアム（手前）とホルメンコーレンジャンプ競技場（奥）

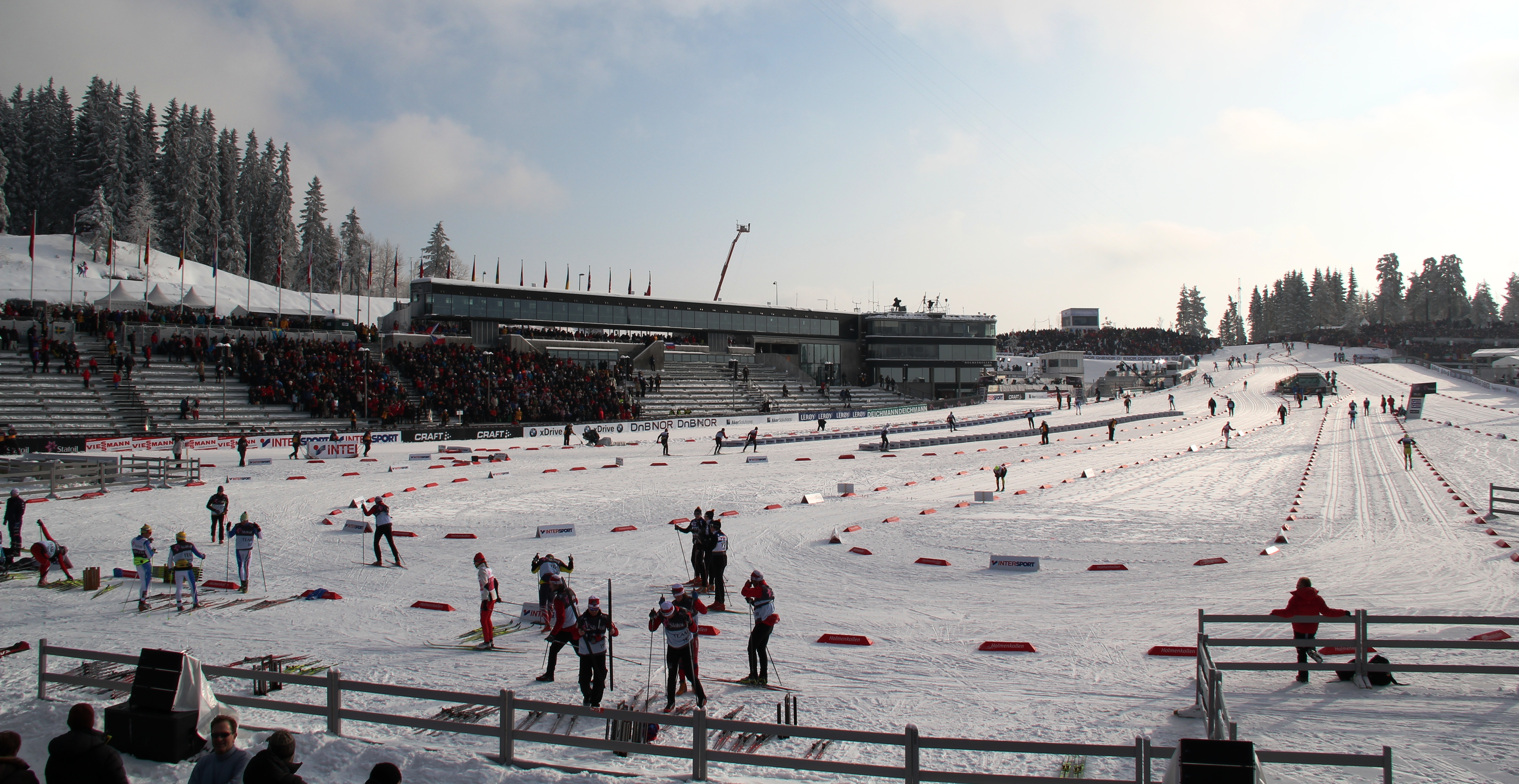
クロスカントリースキースタジアム

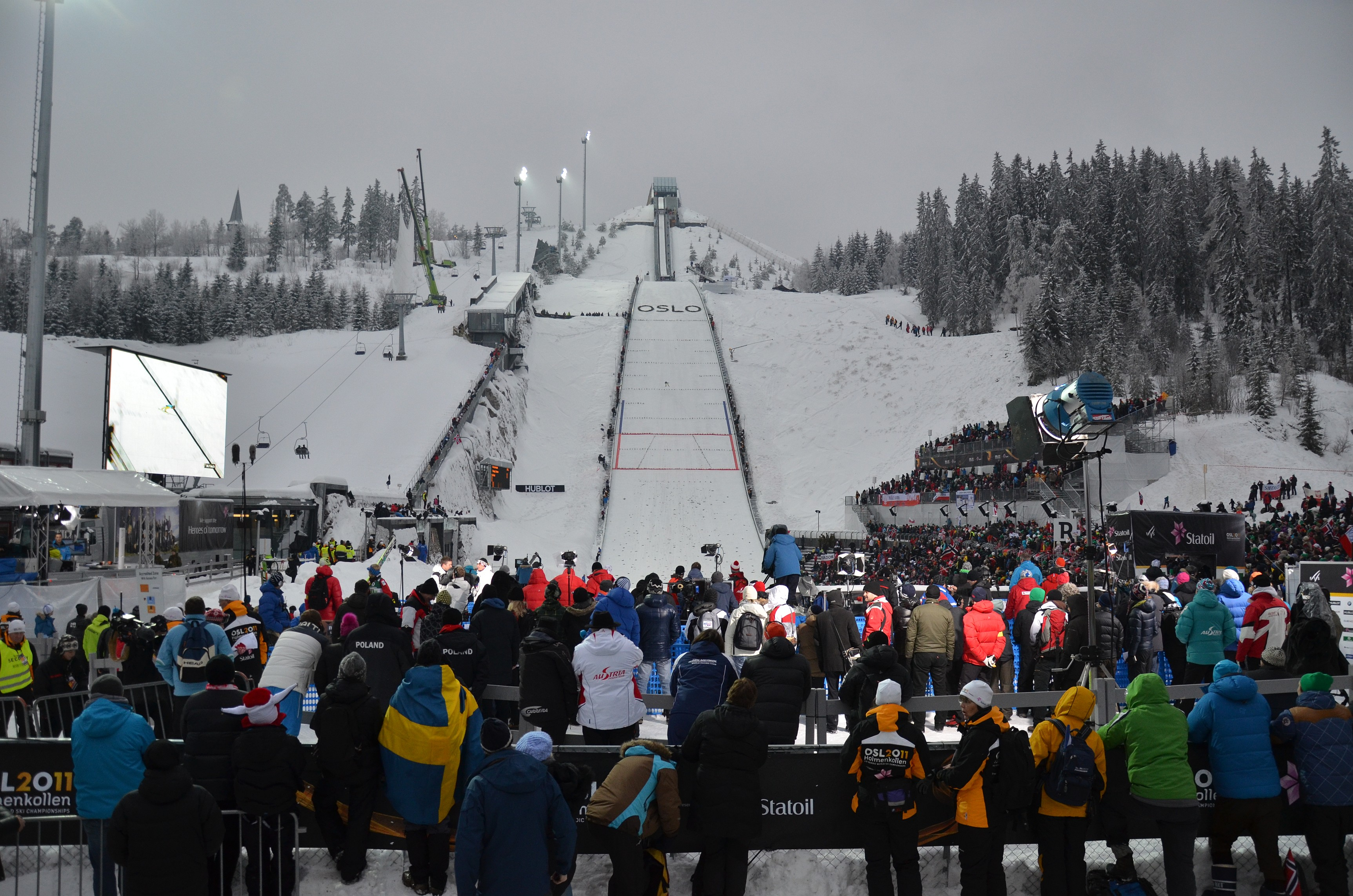
ミッツトゥンジャンプ競技場

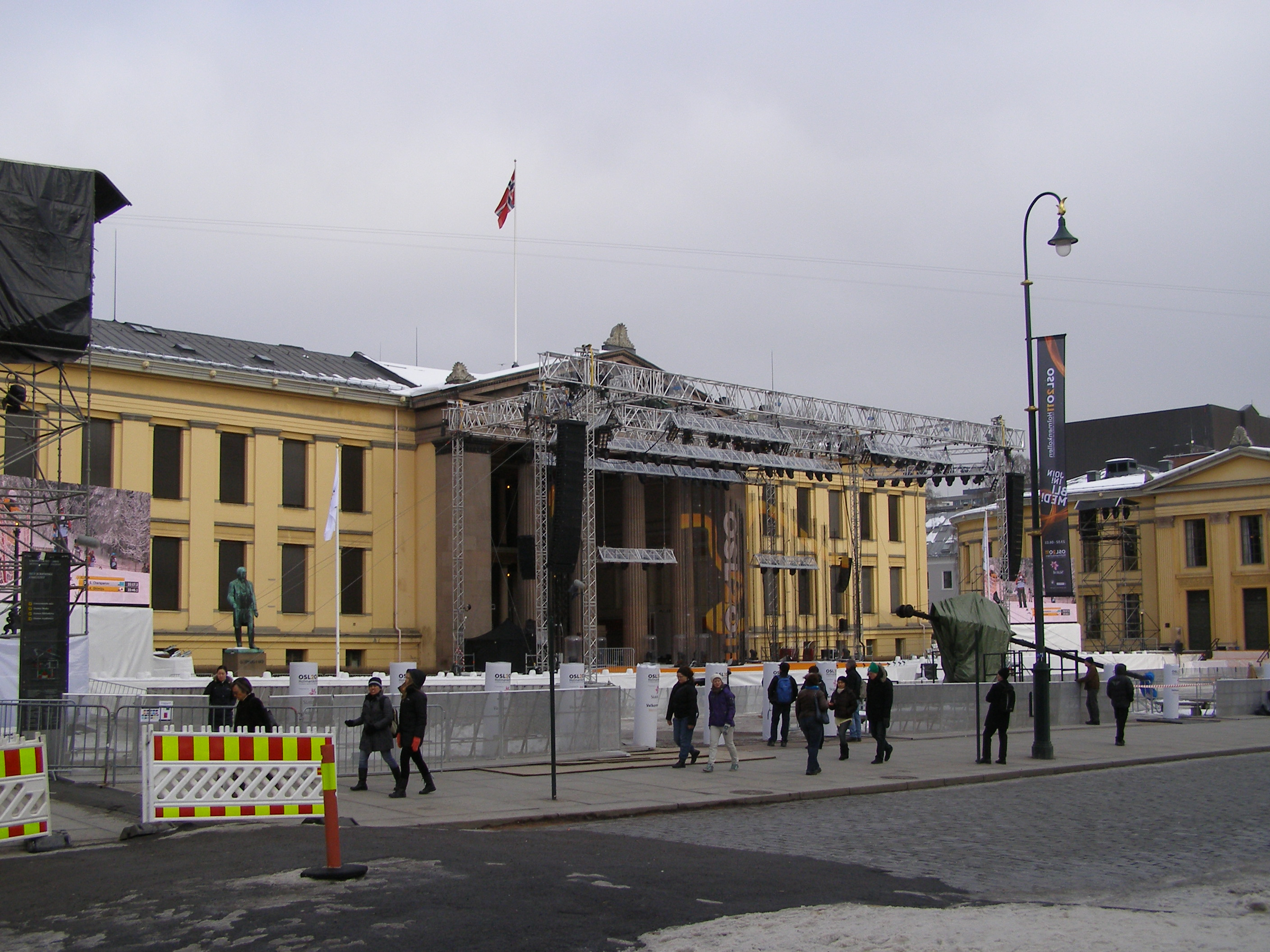
オスロ大学中央キャンパスドムスメディア前広場

### 会場
- スキージャンプ競技
  - ホルメンコーレンジャンプ競技場（ラージヒルHS134）
  - ミッツトゥンジャンプ競技場（ノーマルヒルHS106）
- クロスカントリースキー競技
  - クロスカントリースキースタジアム及び周辺周回コース
- 開会式、表彰式（メダルセレモニー）
  - オスロ大学中央キャンパスドムスメディア前広場
  - 各競技会場
- 交通機関
  - T-bane路線1(Linje1)（市中心部から直通、最寄駅Midstuen駅及びHolmenkollen駅）
  - 観戦チケット購入者は当日、市営交通機関（T-bane、路面電車、バス）を無料で利用できる。

### 組織委員会
2006年9月6日版のFISニュースで、2006年9月4日にオスロで2011年ノルディックスキー世界選手権大会組織委員会の第1回委員会が開かれた。FIS、ノルウェースキー連盟、大会組織員会、ノルウェー国営放送(NRK)、欧州放送連合の代表者が出席した。主な議題はイベントのマーケティング、競技場の整備計画と改修された競技場で2010年にプレ大会を実施することなどであった。
2007年7月2日の週にÅsne Havnelidが組織委員長に選出され、同9月1日よりその業務を開始した。
2007年11月13日にHavnelid組織委員長は業務部長Adelheid Sætherと財政部長Stein Opsalを招集した。議論の一つはホルメンコーレンジャンプ競技場の改築計画を纏めてFISに示すことであった。
オスロ市議会とオスロ評議会にはジャンプ第改築計画の詳細、建設費がいまだ示されず、工事は始っていなかった。
2008年8月にHavnelid組織委員長はインタビューで大会の観客動員目標を40万人としていることを明らかにした。
2009年4月20日にオスロで、2009年大会組織委員会から大会運営の教訓を学ぶ会合が持たれた。会合では2009年大会の成功点と失敗点について詳細な分析結果が示され、2011年組織委員会と2013年ヴァル・ディ・フィエンメ大会組織委員会は成功のカギを学んだ。
会合には2009年大会、2011年大会、2013年大会の各組織委員会のほか、国際スキー連盟、ノルウェースキー連盟、欧州放送連合、APFマーケティングパートナーズが出席した。
2009年9月3日-4日のグループ調整会議で、ホルメンコーレンジャンプ競技場、ミッツトゥンジャンプ競技場、クロスカントリースキースタジアム及び周回コースの建設工事進捗状況が示された。
組織委員会は2010年3月にこれらの会場でプレ大会を実施出来ると述べた。
2009年9月付けで組織委員会は20人を雇用し、ホスト局となるNRKは2011年大会のために完全なカメラアングル3D-モデリング技術を研究した。
2009年12月23日、組織委員会は次の大会スポンサー企業を発表した：スタトイルハイドロ（スタヴァンゲルに本拠を置くエネルギー企業）、アケル・ソリューションズ（オスロに本拠を置く大手エンジニアリング企業）、インタースポートスキーレンタルショップ（スイス、ベルンに本拠を置くスポーツ用品販売企業）、クラフト（スウェーデンに本拠を置くスポーツ用衣料品企業）
ホルメンコーレン地区でのプレ大会は2010年3月12日から14日にジャンプ、複合、クロスカントリー計7種目が行われた。この競技の前に組織委員会は日産自動車のディーラーから車両33台の提供を受けた。
13日に行われたノルディック複合の団体戦ではペッテル・タンデ、ミッコ・コクスリエン、ヤン・シュミド、マグヌス・モーアンのノルウェーチームが優勝、翌日の個人戦ではフランスのジャゾン・ラミー＝シャプイが優勝した。
14日のスキージャンプでは直前のバンクーバーオリンピックで2冠となったスイスのシモン・アマンが優勝、
クロスカントリースキー女子では地元ノルウェーのマリット・ビョルゲンがスプリントと30kmで優勝した。
男子スプリントではノルウェーのアンデシュ・グロールセン、50kmで同じくノルウェーのペッテル・ノールトゥグがそれぞれ優勝した。
2010年4月15日から16日に放送会議が行われ、前の月に行われたプレ大会の成功点と問題点について話し合われた。オスロ市は管理体制を評価された。
組織員会にはバンクーバーオリンピックのノルディックスキー会場のディレクターだったJohn Aalbergがスポーツディレクターとして紹介された。
マーケティング計画は引き続き進められ、2010年6月のFISの理事会で最終日程が決められた。

### 公式ソング
2011年1月4日に2011年ノルディックスキー世界選手権の公式テーマソング、マリア・ミテット(Maria Mittet）の"Glorious" が発表された。2月23日の開会式を始め大会期間中の各イベント等で披露される。
各イベントでショーをする予定の音楽グループPolka Bjørn & Kleine Heineがノルウェーのトランペット奏者Ole Edvard Antonsenをフィーチャーした非公式テーマソング "I like to ski"をリリースした。

### マスコット

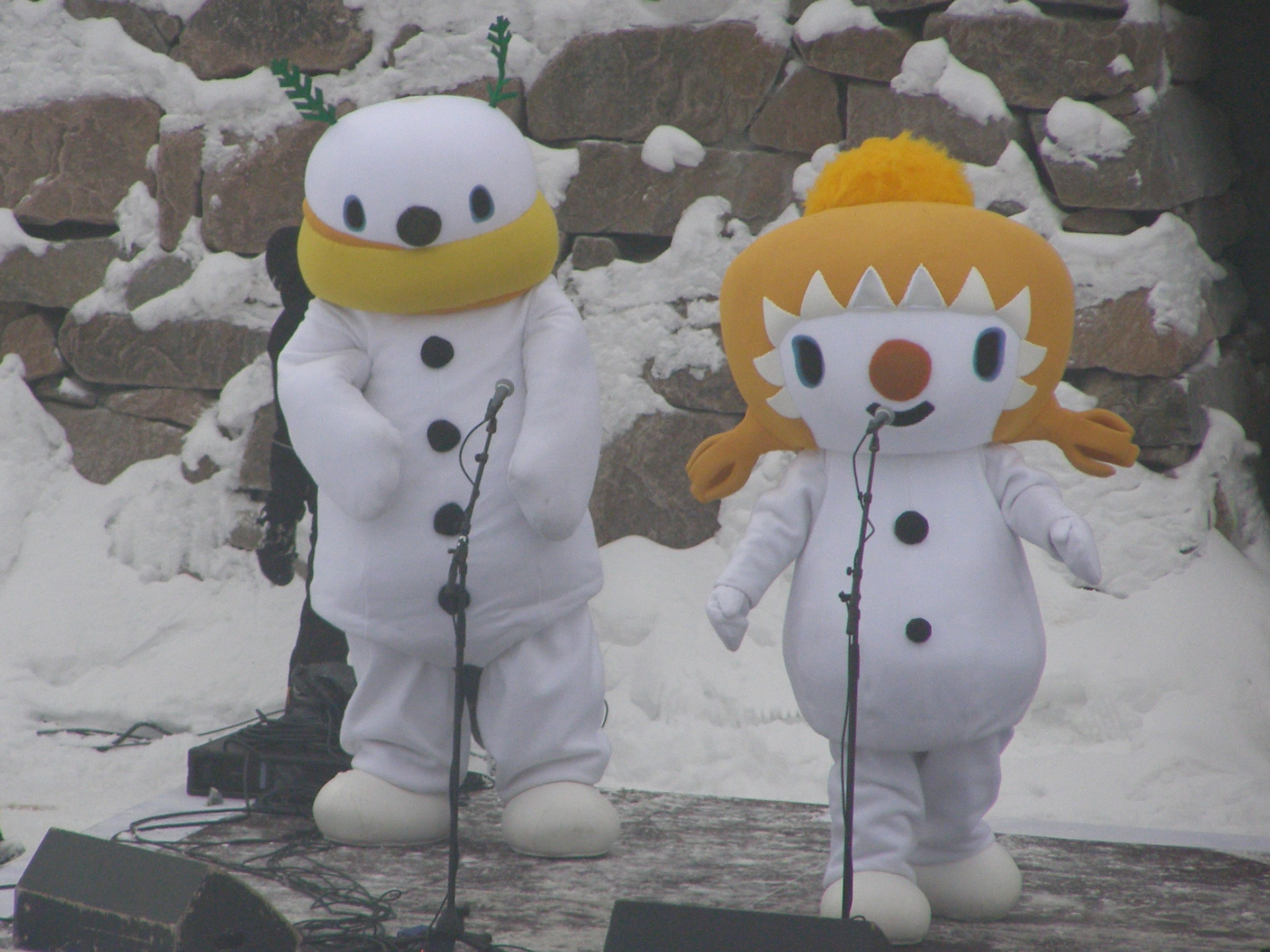
ウール（左）とフヌーク(右）

大会マスコットは雪だるまをモチーフにした活発な女の子のFnuggとおおらかで心やさしい男の子のUll。会場で観客たちと交流した。また、大会中は2つのジャンプ台の中間に位置する教会「ホルメンコーレン・カペル(Holmenkollen Kapell)」前を通る距離コースの脇にこの2者をモチーフにした雪だるまが置かれ、レースで選手が通る度にカメラがアップで数秒間映し続けることが恒例となっていた。

### テレビ中継
- ノルウェー国内ではNRKで連日生中継、さらにインターネットのストリーミングでも全戦を生配信した。その他欧州放送連合加盟局でも放送された。
- 日本ではNHK衛星第1テレビジョンで録画放送。2011年7月24日にBSアナログ放送終了のためBSアナログとしては最後の大会となった。

## 参加国
49か国が参加 アルジェリア, ルクセンブルク、ペルーも参加する予定だったが、後に撤回した。（）内は選手数。
- アンドラ (1)
- アルゼンチン (2)
- アルメニア (7)
- オーストラリア (10)
- オーストリア (28)
- ベラルーシ (10)
- ボスニア・ヘルツェゴビナ (1)
- ブラジル (7)
- ブルガリア (7)
- カナダ (15)
- 中国 (4)
- クロアチア (4)
- チェコ (25)
- デンマーク (8)
- エストニア (26)
- フィンランド (31)
- フランス (25)
- ドイツ (29)
- イギリス (10)
- ギリシャ (4)
- ハンガリー (14)
- イラン (5)
- アイルランド (5)
- イスラエル (1)
- イタリア (32)
- 日本 (24)
- カザフスタン (26)
- ケニア (1)
- キルギス (5)
- ラトビア (20)
- リトアニア (4)
- 北マケドニア (5)
- モルドバ (1)
- オランダ (2)
- ニュージーランド (4)
- ノルウェー (33)
- ポーランド (17)
- ルーマニア (6)
- ロシア (32)
- スロバキア (10)
- スロベニア (20)
- 韓国 (8)
- スペイン (6)
- スウェーデン (24)
- スイス (28)
- トルコ (6)
- ウクライナ (15)
- アメリカ (26)
- ベネズエラ (2)

## 競技日程
プログラム参照
- 2月23日　12：00～クロスカントリースキー予選女子5km/男子10kmクラシカル
- 2月23日　18：00～開会式
- 2月24日　13：30～クロスカントリースキー男女個人スプリント予選
- 2月24日　15：00～クロスカントリースキー男女個人スプリント
- 2月25日　12：30～スキージャンプ男子個人ノーマルヒル予選
- 2月25日　15：00～スキージャンプ女子個人ノーマルヒル
- 2月26日　10：00～ノルディック複合個人ノーマルヒル前半ジャンプ
- 2月26日　11：30～クロスカントリースキー女子15kmパシュート
- 2月26日　13：00～ノルディック複合個人ノーマルヒル後半クロスカントリー
- 2月26日　15：00～スキージャンプ男子個人ノーマルヒル
- 2月27日　12：00～クロスカントリースキー男子30kmパシュート
- 2月27日　15：00～スキージャンプ男子団体ノーマルヒル
- 2月28日　11:30～ノルディック複合団体ノーマルヒル前半ジャンプ
- 2月28日　13:00～クロスカントリースキー女子10kmクラシカル
- 2月28日　15:00～ノルディック複合団体ノーマルヒル後半クロスカントリー
- 3月01日　13:00～クロスカントリースキー男子15kmクラシカル
- 3月02日　11:00～ノルディック複合個人ラージヒル前半ジャンプ
- 3月02日　12:15～クロスカントリースキー男女チームスプリント予選
- 3月02日　14:15～クロスカントリースキー男女チームスプリント決勝
- 3月02日　16:00～ノルディック複合個人ラージヒル後半クロスカントリー
- 3月02日　18:00～スキージャンプ男子個人ラージヒル予選
- 3月03日　14:00～クロスカントリースキー女子4×5kmリレー
- 3月03日　17:00～スキージャンプ男子個人ラージヒル
- 3月04日　11:30～ノルディック複合団体ラージヒル前半ジャンプ
- 3月04日　12:45～クロスカントリースキー男子4×10kmリレー
- 3月04日　16:00～ノルディック複合団体ラージヒル後半クロスカントリー
- 3月05日　12:00～クロスカントリースキー女子30kmマススタート
- 3月05日　15:30～スキージャンプ男子団体ラージヒル
- 3月06日　13:00～クロスカントリースキー男子50kmマススタート
- 3月06日　閉会式：50km終了後

## 競技結果

### クロスカントリースキー

#### 男子個人スプリント（フリー走法）
2011年2月24日
- FIS公式記録　男子個人スプリント
- 1.5km
- 決勝は6人によるレースである。

| 順位 | 国・地域     | 氏名                             | 記録 |
| ---- | ------------ | -------------------------------- | ---- |
| 金   | スウェーデン | マルクス・ヘルナー               |      |
| 銀   | ノルウェー   | ペッテル・ノールトゥグ           |      |
| 銅   | スウェーデン | エミル・イェンソン               |      |
| 4    | ノルウェー   | オーラ＝ヴィゲン・ハッテスタット |      |
| 5    | スウェーデン | イェスペル・モディン             |      |
| 6    | エストニア   | ペーター・クメル                 |      |
| --   | ---          | ---                              | ---  |
| 26   | 日本         | 恩田祐一                         |      |
| 48   | 日本         | 成瀬野生                         |      |

#### 男子30kmパシュート（15kmクラシカル+15kmフリー）
2011年2月27日
- FIS公式記録　男子パシュート

| 順位 | 国・地域     | 氏名                               | 記録           | 前半           | ﾋﾟｯﾄﾀｲﾑ   | 後半          |
| ---- | ------------ | ---------------------------------- | -------------- | -------------- | --------- | ------------- |
| 金   | ノルウェー   | ペッテル・ノールトゥグ             | 1時間14分10秒4 | 39分54秒6(15)  | 32秒4(32) | 33分43秒4(4)  |
| 銀   | ロシア       | マキシム・ヴィレグザニン           | 1時間14分11秒1 | 39分52秒5(4)   | 29秒0(5)  | 33分49秒6(6)  |
| 銅   | ロシア       | イリヤ・チェルノウソフ             | 1時間14分11秒6 | 39分55秒4(17)  | 36秒2(63) | 33分40秒0(2)  |
| 4    | ベラルーシ   | セルゲイ・ドリドヴィチ             | 1時間14分13秒0 | 39分55秒9(19)  | 34秒5(50) | 33分42秒5(3)  |
| 5    | ノルウェー   | マルティン・ヨンスルート＝スンビー | 1時間14分13秒5 | 39分51秒8(2)   | 36秒3(65) | 33分45秒2(5)  |
| 6    | スウェーデン | マルクス・ヘルナー                 | 1時間14分13秒5 | 40分11秒4(296) | 32秒3(30) | 33分29秒7(1)  |
| 7    | イタリア     | ローランド・クララ                 | 1時間14分15秒8 | 39分52秒3(3)   | 30秒3(8)  | 33分53秒2(14) |
| 8    | ドイツ       | トビアス・アンゲラー               | 1時間14分16秒9 | 39分52秒8(6)   | 33秒1(41) | 33分50秒9(91) |
| 9    | カナダ       | デヴォン・ケルショー               | 1時間14分16秒9 | 39分53秒0(7)   | 31秒7(24) | 33分52秒1(10) |
| 10   | イタリア     | ジョルジョ・ディ・チェンタ         | 1時間14分19秒8 | 39分51秒3(1)   | 27秒9(1)  | 34分00秒6(19) |
| --   | ---          | ---                                | ---            | ---            | ---       | ---           |
| 42   | 日本         | 吉田圭伸                           | 1時間17分52秒2 | 41分11秒0(43)  | 41秒7(74) | 35分59秒5(42) |
| 56   | 日本         | 成瀬野生                           | 1時間20分10秒9 | 43分42秒7(63)  | 35秒0(55) | 35分53秒2(41) |
| 63   | 日本         | 木村正哉                           | 1時間22分34秒5 | 44分24秒6(65)  | 38秒5(71) | 37分31秒3(57) |

#### 男子15km（クラシカル走法）
2011年3月1日
- FIS公式記録　男子15km

| 順位 | 国・地域     | 氏名                               | 記録      |
| ---- | ------------ | ---------------------------------- | --------- |
| 金   | フィンランド | マッティ・ヘイッキネン             | 38分14秒7 |
| 銀   | ノルウェー   | エルダル・ルンニン                 | 38分28秒0 |
| 銅   | ノルウェー   | マルティン・ヨンスルート＝スンビー | 38分46秒6 |
| 4    | ロシア       | スタニスラフ・ヴォルツェンツェフ   | 38分51秒3 |
| 5    | フィンランド | サミ・ヤウホヤルヴィ               | 38分58秒9 |
| 6    | フランス     | モリス・マニフィキャ               | 39分03秒5 |
| 7    | チェコ       | ルカシュ・バウアー                 | 39分09秒7 |
| 8    | フィンランド | ヴィレ・ノウシアイネン             | 39分11秒0 |
| 9    | ドイツ       | トビアス・アンゲラー               | 39分24秒8 |
| 10   | ロシア       | マキシム・ヴィレグザニン           | 39分25秒7 |
| --   | ---          | ---                                | ---       |
| 12   | 日本         | 吉田圭伸                           | 39分40秒9 |
| 28   | 日本         | 清水康平                           | 40分40秒6 |

#### 男子チームスプリント（クラシカル走法）
2011年3月02日
- FIS公式記録　男子チームスプリント
- 決勝は10チームによるレースである。
- 1.5km×6周

| 順位 | 国・地域       | 氏名                                                    | 記録      |
| ---- | -------------- | ------------------------------------------------------- | --------- |
| 金   | カナダ         | デヴォン・ケルショー アレックス・ハーヴェイ             | 19分10秒0 |
| 銀   | ノルウェー     | ペッテル・ノールトゥグ オーラ＝ヴィゲン・ハッテスタット | 19分10秒2 |
| 銅   | ロシア         | アレクサンドル・パンツィンスキー ニキタ・クリュコフ     | 19分10秒5 |
| 4    | ドイツ         | イェンス・フィルブリッヒ ティム・ツァルンケ             | 19分10秒9 |
| 5    | フィンランド   | サミ・ヤウホヤルビ ヴィレ・ノウシライネン               | 19分11秒1 |
| 6    | カザフスタン   | デニス・ヴォロトカ アレクセイ・ポルタラニン             | 19分21秒5 |
| 7    | スウェーデン   | イェスペル・モディン エミル・イェンソン                 | 19分22秒0 |
| 8    | フランス       | ジャン＝マルク・ジェラール シリル・ミランダ             | 19分32秒4 |
| 9    | イタリア       | レナト・パジーニ ロリス・フランネッリ                   | 19分39秒1 |
| 10   | アメリカ合衆国 | トリン・クース アンドリュー・ニューウェル               | 20分01秒6 |
| --   | ---            | ---                                                     | ---       |
| 15   | 日本           | 清水康平 恩田祐一                                       |           |

#### 男子リレー
2011年3月04日
- FIS公式記録　男子4×10kmリレー

| 順位 | 国・地域     | 氏名 | 記録           |
| ---- | ------------ | --- | -------------- |
| 金   | ノルウェー   | マルティン・ヨンスルート＝スンビー エルダル・ルンニン トール＝アスレ・ヤールドレン ペッテル・ノールトゥグ | 1時間40分10秒2 |
| 銀   | スウェーデン | ダニエル・リッカーション ヨハン・オルション アンデシュ・セデルグレン マルクス・ヘルナー                   | 1時間40分11秒5 |
| 銅   | ドイツ       | イェンス・フィルブリッヒ アクセル・タイヒマン フランツ・ゲーリング トビアス・アンゲラー                   | 1時間40分15秒9 |
| 4    | フィンランド | ヴィレ・ノウシアイネン サミ・ヤウホヤルビ ユハ・ラルッカ マッティ・ヘイッキネン                           | 1時間40分25秒2 |
| 5    | イタリア     | ヴァレリオ・チェッチ ジョルジョ・ディ・チェンタ ローランド・クララ ピエトロ・ピレル・コットレル           | 1時間40分41秒5 |
| 6    | 日本         | 清水康平 吉田圭伸 木村正哉 成瀬野生                                                                       | 1時間41分49秒4 |
| 7    | ロシア       | マキシム・ヴィレグザニン スタニスラフ・ヴォルツェンツェフ アレクサンドル・レグコフ イリヤ・チェルノウソフ | 1時間42分46秒3 |
| 8    | チェコ       | マルチン・ヤクス ルカシュ・バウアー イジー・マガル マルチン・コウカル                                     | 1時間43分08秒2 |
| 9    | スイス       | トニ・リバース ダリオ・コログナ レモ・フィッシャー カルディン・ペール                                     | 1時間43分20秒9 |
| 10   | エストニア   | ヤーク・マエ アルゴ・カエルプ カレル・タマヤルフ アイバール・レーマ                                       | 1時間43分21秒3 |

#### 男子50km（フリー走法）
2011年3月06日
- FIS公式記録　男子50km
- マススタート

| 順位 | 国・地域     | 氏名                         | 記録           |
| ---- | ------------ | ---------------------------- | -------------- |
| 金   | ノルウェー   | ペッテル・ノールトゥグ       | 2時間08分09秒0 |
| 銀   | ロシア       | マキシム・ヴィレグザニン     | 2時間08分10秒7 |
| 銅   | ノルウェー   | トール＝アスレ・ヤールドレン | 2時間08分15秒3 |
| 4    | ノルウェー   | シュール・ローテ             | 2時間08分17秒0 |
| 5    | カナダ       | アレックス・ハーヴェイ       | 2時間08分17秒2 |
| 6    | ドイツ       | トビアス・アンゲラー         | 2時間08分17秒2 |
| 7    | スウェーデン | ダニエル・リッカーション     | 2時間08分17秒5 |
| 8    | フィンランド | ユハ・ラルッカ               | 2時間08分19秒4 |
| 9    | イタリア     | ジョルジョ・ディ・チェンタ   | 2時間08分33秒9 |
| 10   | ベラルーシ   | セルゲイ・ドリドヴィチ       | 2時間08分35秒9 |
| --   | ---          | ---                          | ---            |
| 36   | 日本         | 吉田圭伸                     | 2時間15分27秒3 |
| 56   | 日本         | 成瀬野生                     | 2時間22分16秒6 |
| DNF  | 日本         | 木村正哉                     | 途中棄権       |

#### 女子個人スプリント（フリー走法）
2011年2月24日
- FIS公式記録　女子個人スプリント
- 1.3km
- 決勝は6人によるレースである。

| 順位 | 国・地域   | 氏名                     | 記録 |
| ---- | ---------- | ------------------------ | ---- |
| 金   | ノルウェー | マリット・ビョルゲン     |      |
| 銀   | イタリア   | アリアンナ・フォリス     |      |
| 銅   | スロベニア | ペトラ・マジッチ         |      |
| 4    | スロベニア | ヴェスナ・ファビヤン     |      |
| 5    | ポーランド | ユスチナ・コヴァルチック |      |
| 6    | スロバキア | アレナ・プロチャズコワ   |      |
| --   | ---        | ---                      | ---  |
| 37   | 日本       | 夏見円                   |      |

#### 女子15kmパシュート（7.5kmクラシカル+7.5kmフリー）
2011年2月26日
- FIS公式記録　女子パシュート

| 順位 | 国・地域     | 氏名                               | 記録      | 前半          | ﾋﾟｯﾄﾀｲﾑ   | 後半          |
| ---- | ------------ | ---------------------------------- | --------- | ------------- | --------- | ------------- |
| 金   | ノルウェー   | マリット・ビョルゲン               | 38分08秒6 | 20分06秒6(1)  | 36秒3(21) | 17分25秒6(1)  |
| 銀   | ポーランド   | ユスチナ・コヴァルチック           | 38分16秒1 | 20分10秒0(2)  | 34秒2(7)  | 17分31秒8(2)  |
| 銅   | ノルウェー   | テレーセ・ヨーハウグ               | 38分17秒4 | 20分10秒2(3)  | 33秒7(2)  | 17分33秒3(3)  |
| 4    | スウェーデン | ハロッテ・カッラ                   | 39分02秒5 | 20分35秒6(5)  | 38秒2(37) | 17分48秒5(6)  |
| 5    | イタリア     | マリアンナ・ロンガ                 | 39分17秒0 | 20分53秒6(7)  | 34秒7(10) | 17分48秒7(7)  |
| 6    | スウェーデン | マリア・リドクヴィスト             | 39分17秒4 | 20分54秒8(9)  | 34秒8(11) | 17分47秒7(5)  |
| 7    | ドイツ       | ニコル・フェッセル                 | 39分17秒4 | 20分53秒2(6)  | 39秒5(45) | 17分44秒6(4)  |
| 8    | フィンランド | アイノ＝カイサ・サーリネン         | 39分19秒9 | 20分35秒1(4)  | 34秒5(9)  | 18分10秒2(13) |
| 9    | ノルウェー   | クリスティン・ストルメル・スタイラ | 39分24秒6 | 20分54秒1(8)  | 37秒7(33) | 17分52秒7(8)  |
| 10   | スウェーデン | アンナ・ハーグ                     | 39分46秒8 | 20分55秒0(10) | 40秒0(46) | 18分11秒7(5)  |
| 11   | 日本         | 石田正子                           | 40分02秒9 | 21分10秒7(12) | 36秒5(23) | 18分15秒5(16) |
| --   | ---          | ---                                | ---       | ---           | ---       | ---           |
| 42   | 日本         | 小林由貴                           | 43分08秒1 |               |           |               |

#### 女子10km（クラシカル走法）
2011年2月28日
- FIS公式記録　女子10km

| 順位 | 国・地域     | 氏名                               | 記録      |
| ---- | ------------ | ---------------------------------- | --------- |
| 金   | ノルウェー   | マリット・ビョルゲン               | 27分39秒3 |
| 銀   | ポーランド   | ユスチナ・コヴァルチック           | 27分43秒4 |
| 銅   | フィンランド | アイノ＝カイサ・サーリネン         | 27分49秒0 |
| 4    | ノルウェー   | テレーセ・ヨーハウグ               | 28分03秒0 |
| 5    | フィンランド | クリスタ・ラハテンマキ             | 28分03秒2 |
| 6    | フィンランド | ピルヨ・ムラネン                   | 28分06秒1 |
| 7    | イタリア     | マリアンナ・ロンガ                 | 28分08秒2 |
| 8    | フィンランド | ケルットゥ・ニスカネン             | 28分29秒0 |
| 9    | ノルウェー   | ヴィベケ・スコフテルート           | 28分40秒2 |
| 10   | ノルウェー   | クリスティン・ストルメル・スタイラ | 28分42秒9 |
| --   | ---          | ---                                | ---       |
| 17   | 日本         | 石田正子                           | 29分12秒9 |
| 53   | 日本         | 柏原理子                           | 31分33秒5 |

#### 女子チームスプリント（クラシカル走法）
2011年3月02日
- FIS公式記録　女子チームスプリント
- 決勝は10チームによるレースである。
- 1.3km×6周

| 順位 | 国・地域       | 氏名                                              | 記録      |
| ---- | -------------- | ------------------------------------------------- | --------- |
| 金   | スウェーデン   | アイダ・インゲマルスドッター ハロッテ・カッラ     | 19分25秒0 |
| 銀   | フィンランド   | アイノ＝カイサ・サーリネン クリスタ・ラハテンマキ | 19分28秒3 |
| 銅   | ノルウェー     | マイキン・ファーラ アストリド・ヤコブセン         | 19分29秒1 |
| 4    | イタリア       | アリアンナ・フォリス マリアンナ・ロンガ           | 19分40秒1 |
| 5    | スロベニア     | カーチャ・ヴィスナル ペトラ・マジッチ             | 19分43秒5 |
| 6    | カナダ         | ペリアンヌ・ジョーンズ ダリア・ガイアゾヴァ       | 20分11秒9 |
| 7    | ドイツ         | シュテファニー・ベーラー ニコル・フェッセル       | 20分12秒8 |
| 8    | 日本           | 石田正子 夏見円                                   | 20分19秒1 |
| 9    | アメリカ合衆国 | サディ・ビョルンセン キッカン・ランダール         | 20分21秒5 |
| 10   | ロシア         | アナスタシア・ドーツェンコ ユリア・イワノワ       | 20分23秒3 |

#### 女子4x5kmリレー
2011年3月03日
- FIS公式記録　女子4×5kmリレー

| 順位 | 国・地域       | 氏名 | 記録      |
| ---- | -------------- | --- | --------- |
| 金   | ノルウェー     | ヴィベケ・スコフテルート テレーセ・ヨーハウグ クリスティン・ストルメル・スタイラ マリット・ビョルゲン     | 53分30秒0 |
| 銀   | スウェーデン   | アイダ・インゲマルスドッター アンナ・ハーグ ブリッタ・ノルグレン ハロッテ・カッラ                         | 54分06秒1 |
| 銅   | フィンランド   | ピルヨ・ムラネン アイノ＝カイサ・サーリネン リータ＝リーサ・ロポネン クリスタ・ラハテンマキ               | 54分29秒8 |
| 4    | イタリア       | マリアンナ・ロンガ アントネッラ・コンフォルトラ シルヴィア・ルピル アリアンナ・フォリス                   | 54分56秒1 |
| 5    | ドイツ         | シュテファニー・ベーラー カトリン・ツェラー エヴィ・ザッヘンバッハー＝シュテーレ ニコル・フェッセル       | 55分11秒8 |
| 6    | ロシア         | ヴァレンティナ・ノヴィコワ アリヤ・イクサノワ ユリア・チェカレワ オリガ・ミカロワ                         | 55分45秒4 |
| 7    | スロベニア     | アニャ・エルゼン ペトラ・マジッチ ヴェスナ・ファビヤン バルバラ・イェジェルセック                         | 55分53秒0 |
| 8    | ポーランド     | エヴェリナ・マルチシュ ユスチナ・コヴァルチック パウリナ・マチウシェック アグニエシュカ・シュマンチャック | 56分19秒2 |
| 9    | アメリカ合衆国 | キッカン・ランダール ホリー・ブルックス エリザベス・ステファン ジェシカ・ディギンス                       | 56分24秒7 |
| 10   | 日本           | 夏見円 石田正子 小林由貴 柏原理子                                                                         | 56分25秒8 |

#### 女子30km（フリー走法）
2011年3月05日
- FIS公式記録　女子30km

| 順位 | 国・地域     | 氏名                               | 記録           |
| ---- | ------------ | ---------------------------------- | -------------- |
| 金   | ノルウェー   | テレーセ・ヨーハウグ               | 1時間23分45秒1 |
| 銀   | ノルウェー   | マリット・ビョルゲン               | 1時間24分29秒1 |
| 銅   | ポーランド   | ユスチナ・コヴァルチック           | 1時間25分19秒1 |
| 4    | スウェーデン | ハロッテ・カッラ                   | 1時間25分50秒6 |
| 5    | ノルウェー   | クリスティン・ストルメル・スタイラ | 1時間26分05秒9 |
| 6    | ノルウェー   | ヴィベケ・スコフテルート           | 1時間26分21秒5 |
| 7    | ドイツ       | ニコル・フェッセル                 | 1時間26分49秒0 |
| 8    | イタリア     | マリアンナ・ロンガ                 | 1時間26分54秒9 |
| 9    | イタリア     | アントネッラ・コンフォルトラ       | 1時間26分55秒3 |
| 10   | スウェーデン | アンナ・ハーグ                     | 1時間26分56秒5 |
| --   | ---          | ---                                | ---            |
| 27   | 日本         | 小林由貴                           | 1時間32分04秒7 |

### ノルディック複合

#### 個人ノーマルヒル （HS106/10km）
2011年2月26日
- FIS公式記録　個人ノーマルヒル/10km

| 順位 | 国・地域       | 氏名                         | 記録                        |
| ---- | -------------- | ---------------------------- | --------------------------- |
| 金   | ドイツ         | エリック・フレンツェル       | 25分19秒2（JP1位、CC19位）  |
| 銀   | ドイツ         | ティノ・エデルマン           | 25分31秒1（JP6位、CC7位）   |
| 銅   | オーストリア   | フェリックス・ゴットヴァルト | 25分37秒6（JP15位、CC2位）  |
| 4    | ドイツ         | ヨハネス・ルゼック           | 25分42秒1（JP9位、CC7位）   |
| 5    | 日本           | 渡部暁斗                     | 25分44秒7（JP13位、CC4位）  |
| 6    | ノルウェー     | ミッコ・コクスリエン         | 25分48秒8（JP24位、CC3位）  |
| 7    | アメリカ合衆国 | ビル・デモン                 | 26分05秒4（JP29位、CC1位）  |
| 8    | アメリカ合衆国 | トッド・ロドウィック         | 26分06秒1（JP16位、CC10位） |
| 9    | ノルウェー     | ホーヴァル・クレメトセン     | 26分06秒2（JP2位、CC25位）  |
| 10   | イタリア       | ルカス・ルンガルディエル     | 26分06秒2（JP19位、CC9位）  |
| --   | ---            | ---                          | ---                         |
| 33   | 日本           | 湊祐介                       | 27分56秒8（JP43位、CC20位） |
| 35   | 日本           | 小林範仁                     | 28分24秒1（JP47位、CC24位） |
| 45   | 日本           | 高橋大斗                     | 29分48秒0（JP37位、CC45位） |

#### 団体ノーマルヒル （HS106/4×5km）
2011年2月28日
- FIS公式記録　団体ノーマルヒル/4×5km

| 順位 | 国・地域       | 氏名                                                                                                  | 記録                       |
| ---- | -------------- | --- | -------------------------- |
| 金   | オーストリア   | ダビット・クライナー ベルンハルト・グルーバー フェリックス・ゴットヴァルト マリオ・シュテヒャー       | 48分07秒8（JP4位、CC1位）  |
| 銀   | ドイツ         | ヨハネス・ルゼック エリック・フレンツェル ビョルン・キルヒアイゼン ティノ・エデルマン                 | 48分08秒2（JP2位、CC3位）  |
| 銅   | ノルウェー     | ミッコ・コクスリエン ホーヴァル・クレメトセン ヤン・シュミド マグヌス・モーアン                       | 48分48秒4（JP3位、CC4位）  |
| 4    | アメリカ合衆国 | ビル・デモン ブライアン・フレッチャー ジョニー・スピレーン トッド・ロドウィック                       | 49分02秒6（JP5位、CC2位）  |
| 5    | フランス       | マキシム・リュール セバスチャン・ラクロワ フランソワ・ブラウ ジャゾン・ラミー＝シャプイ               | 49分38秒2（JP1位、CC7位）  |
| 6    | 日本           | 小林範仁 渡部暁斗 高橋大斗 湊祐介                                                                     | 50分10秒8（JP8位、CC5位）  |
| 7    | フィンランド   | ハンヌ・マンニネン ヤンネ・リーナネン ヨニ・カルヤライネン エツ・ヴァーセイリンキ                     | 51分17秒3（JP7位、CC8位）  |
| 8    | スロベニア     | ミトヤ・オラニッチ マリアン・イェレンコ ヨジェ・カメニク ガスペル・ベロット                           | 51分25秒8（JP6位、CC9位）  |
| 9    | イタリア       | ジュゼッペ・ミチェーリ ルカス・ルンガルディエル アレッサンドロ・ピッティン マティア・ルンガルディエル | 51分59秒2（JP12位、CC6位） |
| 10   | チェコ         | ミロスラフ・ドヴォジャーク トマシュ・スラヴィック アレシュ・ヴォドセダレック ルカシュ・ハヴラネク     | 52分46秒0（JP9位、CC10位） |

#### 個人ラージヒル （HS134/10km）
2011年3月02日
- FIS公式記録　個人ラージヒル/10km

| 順位 | 国・地域       | 氏名                       | 記録                        |
| ---- | -------------- | -------------------------- | --------------------------- |
| 金   | フランス       | ジャゾン・ラミー＝シャプイ | 25分31秒6（JP2位、CC14位）  |
| 銀   | ドイツ         | ヨハネス・ルゼック         | 25分38秒3（JP5位、CC8位）   |
| 銅   | ドイツ         | エリック・フレンツェル     | 25分38秒6（JP6位、CC7位）   |
| 4    | ノルウェー     | ホーヴァル・クレメトセン   | 26分09秒2（JP1位、CC25位）  |
| 5    | アメリカ合衆国 | トッド・ロドウィック       | 26分10秒4（JP12位、CC6位）  |
| 6    | アメリカ合衆国 | ビル・デモン               | 26分20秒9（JP20位、CC2位）  |
| 7    | チェコ         | トマシュ・スラヴィック     | 26分23秒5（JP11位、CC13位） |
| 8    | イタリア       | ルカス・ルンガルディエル   | 26分30秒8（JP16位、CC9位）  |
| 9    | フランス       | フランソワ・ブラウ         | 26分34秒3（JP7位、CC20位）  |
| 10   | オーストリア   | マリオ・シュテヒャー       | 26分39秒9（JP10位、CC17位） |
| --   | ---            | ---                        | ---                         |
| 13   | 日本           | 渡部暁斗                   | 26分50秒8（JP15位、CC15位） |
| 25   | 日本           | 加藤大平                   | 27分55秒1（JP31位、CC21位） |
| 28   | 日本           | 湊祐介                     | 28分05秒1（JP37位、CC18位） |
| 34   | 日本           | 高橋大斗                   | 29分10秒8（JP21位、CC42位） |

#### 団体ラージヒル （HS134/4×5km）
2011年3月04日
- FIS公式記録　団体ラージヒル/4×5km

| 順位 | 国・地域       | 氏名                                                                                              | 記録                       |
| ---- | -------------- | ------------------------------------------------------------------------------------------------- | -------------------------- |
| 金   | オーストリア   | ベルンハルト・グルーバー ダビット・クライナー フェリックス・ゴットヴァルト マリオ・シュテヒャー   | 47分12秒3（JP3位、CC1位）  |
| 銀   | ドイツ         | ヨハネス・ルゼック ビョルン・キルヒアイゼン エリック・フレンツェル ティノ・エデルマン             | 47分12秒4（JP2位、CC2位）  |
| 銅   | ノルウェー     | ミッコ・コクスリエン ホーヴァル・クレメトセン ヤン・シュミド マグヌス・モーアン                   | 47分52秒9（JP4位、CC3位）  |
| 4    | フランス       | セバスチャン・ラクロワ マキシム・リュール フランソワ・ブラウ ジャゾン・ラミー＝シャプイ           | 48分04秒2（JP1位、CC6位）  |
| 5    | 日本           | 渡部暁斗 加藤大平 湊祐介 小林範仁                                                                 | 48分43秒7（JP8位、CC4位）  |
| 6    | アメリカ合衆国 | ビル・デモン ブライアン・フレッチャー ジョニー・スピレーン トッド・ロドウィック                   | 48分56秒3（JP5位、CC5位）  |
| 7    | イタリア       | ジュゼッペ・ミチェーリ アルミン・バウアー ルカス・ルンガルディエル アレッサンドロ・ピッティン     | 49分57秒9（JP10位、CC7位） |
| 8    | スイス         | ロニー・ヘール セッピ・フーシュラー ティム・フグ トミー・シュミット                               | 50分17秒1（JP12位、CC8位） |
| 9    | チェコ         | ミロスラフ・ドヴォジャーク トマシュ・スラヴィック アレシュ・ヴォドセダレック パヴェル・チェラヴィ | 50分17秒5（JP7位、CC9位）  |
| 10   | スロベニア     | ミトヤ・オラニッチ マリアン・イェレンコ ヨジェ・カメニク ガスペル・ベロット                       | 51分14秒1（JP6位、CC10位） |

### スキージャンプ

#### 女子個人ノーマルヒルHS106
2011年2月25日
- FIS公式記録　女子個人ノーマルヒル
- 濃い霧の中行われ、女子コンチネンタルカップ総合首位のダニエラ・イラシュコが圧勝した。

| 順位 | 国・地域     | 選手                     | 1本目 | 1本目  | 2本目 | 2本目  | 得点  |
| 順位 | 国・地域     | 選手                     | 得点  | 飛距離 | 得点  | 飛距離 | 得点  |
| ---- | ------------ | ------------------------ | ----- | ------ | ----- | ------ | ----- |
| 金   | オーストリア | ダニエラ・イラシュコ     | 118.2 | 97.0m  | 113.5 | 97.0m  | 231.7 |
| 銀   | イタリア     | エレナ・ルンガルディエル | 113.4 | 97.5m  | 105.5 | 93.5m  | 218.9 |
| 銅   | フランス     | コリン・マテル           | 98.8  | 92.0m  | 112.7 | 97.0m  | 211.5 |
| 4    | スロベニア   | エヴァ・ロガル           | 102.7 | 91.0m  | 95.2  | 88.5m  | 197.9 |
| 5    | スロベニア   | マヤ・ヴィティッチ       | 87.6  | 88.5m  | 108.4 | 97.0m  | 196.0 |
| 6    | 日本         | 高梨沙羅                 | 94.7  | 92.0m  | 100.3 | 93.0m  | 195.0 |
| 7    | 日本         | 渡瀬あゆみ               | 91.2  | 89.0m  | 101.6 | 93.0m  | 192.8 |
| 8    | イタリア     | エヴェリン・インサム     | 97.8  | 94.5m  | 90.3  | 87.5m  | 188.1 |
| 9    | ドイツ       | メラニー・ファイスト     | 86.8  | 88.0m  | 98.3  | 92.0m  | 188.1 |
| 10   | ノルウェー   | リネ・ヤール             | 92.4  | 89.5m  | 88.9  | 84.5m  | 181.3 |
| --   | ---          | ---                      | ---   | ---    | ---   | ---    | ---   |
| 12   | 日本         | 葛西賀子                 | 86.4  | 86.5m  | 93.3  | 89.0m  | 179.7 |
| 15   | 日本         | 伊藤有希                 | 92.1  | 89.0m  | 85.0  | 85.0m  | 177.1 |

#### 男子個人ノーマルヒルHS106
2011年2月26日
- FIS公式記録　男子個人ノーマルヒル

| 順位 | 国・地域     | 選手                             | 1本目 | 1本目  | 2本目 | 2本目  | 得点  |
| 順位 | 国・地域     | 選手                             | 得点  | 飛距離 | 得点  | 飛距離 | 得点  |
| ---- | ------------ | -------------------------------- | ----- | ------ | ----- | ------ | ----- |
| 金   | オーストリア | トーマス・モルゲンシュテルン     | 129.9 | 101.5m | 139.3 | 107.0m | 269.2 |
| 銀   | オーストリア | アンドレアス・コフラー           | 123.3 | 99.5m  | 136.8 | 105.0m | 260.1 |
| 銅   | ポーランド   | アダム・マリシュ                 | 120.7 | 97.5m  | 131.5 | 102.0m | 252.2 |
| 4    | スイス       | シモン・アマン                   | 117.3 | 97.5m  | 130.3 | 101.5m | 247.6 |
| 5    | ノルウェー   | トム・ヒルデ                     | 115.3 | 94.0m  | 129.5 | 101.5m | 244.8 |
| 6    | ポーランド   | カミル・ストッフ                 | 113.9 | 94.0m  | 126.6 | 101.0m | 240.5 |
| 7    | ドイツ       | ゼヴェリン・フロイント           | 115.5 | 95.5m  | 123.7 | 100.0m | 239.2 |
| 8    | オーストリア | グレゴア・シュリーレンツァウアー | 114.2 | 93.5m  | 121.0 | 98.0m  | 235.2 |
| 9    | ノルウェー   | アンデシュ・バーダル             | 115.9 | 97.0m  | 116.7 | 98.5m  | 232.6 |
| 10   | フィンランド | アンシ・コイブランタ             | 118.4 | 98.5m  | 113.5 | 94.0m  | 231.9 |
| --   | ---          | ---                              | ---   | ---    | ---   | ---    | ---   |
| 13   | 日本         | 伊東大貴                         | 107.8 | 92.5m  | 122.1 | 98.0m  | 229.9 |
| 24   | 日本         | 竹内択                           | 104.3 | 93.0m  | 113.6 | 95.5m  | 217.9 |
| 26   | 日本         | 葛西紀明                         | 107.8 | 93.5m  | 107.9 | 92.5m  | 215.7 |
| 31   | 日本         | 栃本翔平                         | 101.7 | 91.0m  | ----  | ----   | 101.7 |

#### 男子団体ノーマルヒルHS106
2011年2月27日
- FIS公式記録　男子団体ノーマルヒル

| 順位 | 国・地域     | 選手                               | 1本目 | 1本目  | 2本目 | 2本目  | 得点   |
| 順位 | 国・地域     | 選手                               | 得点  | 飛距離 | 得点  | 飛距離 | 得点   |
| ---- | ------------ | ---------------------------------- | ----- | ------ | ----- | ------ | ------ |
| 金   | オーストリア | グレゴア・シュリーレンツァウアー   | 128.4 | 105.0m | 121.5 | 103.0m | 1025.5 |
| 金   | オーストリア | マルティン・コッホ                 | 134.8 | 105.5m | 124.0 | 102.0m | 1025.5 |
| 金   | オーストリア | アンドレアス・コフラー             | 130.7 | 105.0m | 124.0 | 103.5m | 1025.5 |
| 金   | オーストリア | トーマス・モルゲンシュテルン       | 131.5 | 105.0m | 130.6 | 108.0m | 1025.5 |
| 銀   | ノルウェー   | アンデシュ・ヤコブセン             | 130.0 | 103.5m | 122.5 | 102.5m | 1000.5 |
| 銀   | ノルウェー   | ビヨーン・アイナール・ローモーレン | 125.2 | 101.5m | 117.3 | 100.5m | 1000.5 |
| 銀   | ノルウェー   | アンデシュ・バーダル               | 133.4 | 105.5m | 122.5 | 101.0m | 1000.5 |
| 銀   | ノルウェー   | トム・ヒルデ                       | 126.1 | 102.5m | 123.5 | 102.5m | 1000.5 |
| 銅   | ドイツ       | マルティン・シュミット             | 126.5 | 104.5m | 122.8 | 104.0m | 968.2  |
| 銅   | ドイツ       | ミヒャエル・ノイマイアー           | 121.4 | 101.0m | 112.9 | 99.5m  | 968.2  |
| 銅   | ドイツ       | ミヒャエル・ウアマン               | 123.3 | 102.0m | 120.4 | 102.5m | 968.2  |
| 銅   | ドイツ       | ゼヴェリン・フロイント             | 131.5 | 105.0m | 109.4 | 105.5m | 968.2  |
| 4    | ポーランド   | カミル・ストッフ                   | 124.3 | 101.0m | 123.0 | 102.5m | 953.0  |
| 4    | ポーランド   | ピオトル・ジワ                     | 115.2 | 98.0m  | 120.4 | 101.0m | 953.0  |
| 4    | ポーランド   | ステファン・フラ                   | 110.2 | 97.5m  | 102.7 | 93.0m  | 953.0  |
| 4    | ポーランド   | アダム・マリシュ                   | 126.7 | 104.5m | 130.5 | 106.5m | 953.0  |
| 5    | 日本         | 湯本史寿                           | 109.6 | 95.0m  | 108.6 | 95.5m  | 931.1  |
| 5    | 日本         | 竹内択                             | 120.1 | 100.5m | 116.6 | 100.5m | 931.1  |
| 5    | 日本         | 葛西紀明                           | 115.0 | 99.5m  | 110.5 | 96.5m  | 931.1  |
| 5    | 日本         | 伊東大貴                           | 122.8 | 100.5m | 127.9 | 105.5m | 931.1  |
| 6    | スロベニア   | ミトヤ・メジュナル                 | 109.4 | 95.0m  | 116.9 | 100.0m | 924.2  |
| 6    | スロベニア   | イェルネイ・ダミヤン               | 108.1 | 94.5m  | 115.4 | 99.0m  | 924.2  |
| 6    | スロベニア   | ロベルト・クラニエッツ             | 119.4 | 101.0m | 120.2 | 100.0m | 924.2  |
| 6    | スロベニア   | ペテル・プレヴツ                   | 118.2 | 99.0m  | 116.6 | 99.5m  | 924.2  |
| 7    | チェコ       | ボレク・セドラク                   | 107.2 | 92.5m  | 106.4 | 95.0m  | 917.9  |
| 7    | チェコ       | ロマン・コウデルカ                 | 118.4 | 99.5m  | 120.1 | 102.0m | 917.9  |
| 7    | チェコ       | ヤン・マトゥラ                     | 120.6 | 101.0m | 112.0 | 97.0m  | 917.9  |
| 7    | チェコ       | ヤクブ・ヤンダ                     | 122.1 | 101.0m | 111.1 | 96.5m  | 917.9  |
| 8    | フィンランド | アンシ・コイブランタ               | 100.1 | 90.0m  | 111.9 | 97.0m  | 900.5  |
| 8    | フィンランド | オッリ・ムオトカ                   | 106.4 | 95.0m  | 103.2 | 95.5m  | 900.5  |
| 8    | フィンランド | ヤンネ・アホネン                   | 116.3 | 100.0m | 104.8 | 94.5m  | 900.5  |
| 8    | フィンランド | マッティ・ハウタマキ               | 124.0 | 102.5m | 133.8 | 108.0m | 900.5  |

#### 男子個人ラージヒルHS134
2011年3月03日
- FIS公式記録　男子個人ラージヒル

| 順位 | 国・地域     | 選手                             | 1本目 | 1本目  | 2本目 | 2本目  | 得点  |
| 順位 | 国・地域     | 選手                             | 得点  | 飛距離 | 得点  | 飛距離 | 得点  |
| ---- | ------------ | -------------------------------- | ----- | ------ | ----- | ------ | ----- |
| 金   | オーストリア | グレゴア・シュリーレンツァウアー | 135.3 | 130.0m | 142.2 | 134.5m | 277.5 |
| 銀   | オーストリア | トーマス・モルゲンシュテルン     | 141.5 | 133.0m | 135.7 | 131.0m | 277.2 |
| 銅   | スイス       | シモン・アマン                   | 131.9 | 129.5m | 142.4 | 134.5m | 274.3 |
| 4    | オーストリア | アンドレアス・コフラー           | 131.0 | 129.5m | 138.6 | 134.0m | 269.6 |
| 5    | フィンランド | マッティ・ハウタマキ             | 134.9 | 134.5m | 131.3 | 129.0m | 266.2 |
| 6    | ドイツ       | ミヒャエル・ウアマン             | 133.7 | 133.0m | 130.3 | 129.0m | 264.0 |
| 7    | ノルウェー   | アンデシュ・バーダル             | 135.6 | 133.5m | 128.2 | 125.0m | 263.8 |
| 8    | オーストリア | マルティン・コッホ               | 129.7 | 130.0m | 132.6 | 129.5m | 262.3 |
| 9    | ノルウェー   | アンデシュ・ヤコブセン           | 139.4 | 134.0m | 121.3 | 123.0m | 260.7 |
| 10   | ノルウェー   | トム・ヒルデ                     | 128.7 | 133.5m | 130.3 | 128.5m | 259.0 |
| --   | ---          | ---                              | ---   | ---    | ---   | ---    | ---   |
| 18   | 日本         | 伊東大貴                         | 120.5 | 123.0m | 115.8 | 123.5m | 236.3 |
| 24   | 日本         | 葛西紀明                         | 122.5 | 125.5m | 105.7 | 114.5m | 228.2 |
| 26   | 日本         | 竹内択                           | 108.6 | 120.5m | 115.5 | 122.5m | 224.1 |
| 27   | 日本         | 湯本史寿                         | 119.2 | 126.0m | 104.4 | 117.5m | 223.6 |

#### 男子団体ラージヒルHS134
2011年3月05日
- FIS公式記録　男子団体ラージヒル
- 2本目は強風のため中止、1本目の成績で順位が確定した。

| 順位 | 国・地域     | 選手                             | 1本目 | 1本目  | 2本目 | 2本目  | 得点  |
| 順位 | 国・地域     | 選手                             | 得点  | 飛距離 | 得点  | 飛距離 | 得点  |
| ---- | ------------ | -------------------------------- | ----- | ------ | ----- | ------ | ----- |
| 金   | オーストリア | グレゴア・シュリーレンツァウアー | 120.0 | 125.0m | ----  | ----   | 500.0 |
| 金   | オーストリア | マルティン・コッホ               | 106.8 | 118.5m | ----  | ----   | 500.0 |
| 金   | オーストリア | アンドレアス・コフラー           | 132.2 | 141.0m | ----  | ----   | 500.0 |
| 金   | オーストリア | トーマス・モルゲンシュテルン     | 141.0 | 140.5m | ----  | ----   | 500.0 |
| 銀   | ノルウェー   | アンデシュ・ヤコブセン           | 107.1 | 120.5m | ----  | ----   | 456.4 |
| 銀   | ノルウェー   | ヨハン・レメン・エベンセン       | 104.0 | 119.0m | ----  | ----   | 456.4 |
| 銀   | ノルウェー   | アンデシュ・バーダル             | 119.9 | 127.5m | ----  | ----   | 456.4 |
| 銀   | ノルウェー   | トム・ヒルデ                     | 125.4 | 127.5m | ----  | ----   | 456.4 |
| 銅   | スロベニア   | ペテル・プレヴツ                 | 87.9  | 109.0m | ----  | ----   | 452.6 |
| 銅   | スロベニア   | ユーリ・テペシュ                 | 106.9 | 120.0m | ----  | ----   | 452.6 |
| 銅   | スロベニア   | イェルネイ・ダミヤン             | 117.2 | 127.5m | ----  | ----   | 452.6 |
| 銅   | スロベニア   | ロベルト・クラニエッツ           | 140.6 | 136.0m | ----  | ----   | 452.6 |
| 4    | ドイツ       | マルティン・シュミット           | 108.2 | 124.5m | ----  | ----   | 451.9 |
| 4    | ドイツ       | リヒャルト・フライターク         | 128.0 | 132.0m | ----  | ----   | 451.9 |
| 4    | ドイツ       | ゼヴェリン・フロイント           | 124.8 | 128.0m | ----  | ----   | 451.9 |
| 4    | ドイツ       | ミヒャエル・ウアマン             | 90.9  | 110.0m | ----  | ----   | 451.9 |
| 5    | ポーランド   | カミル・ストッフ                 | 100.6 | 113.5m | ----  | ----   | 435.6 |
| 5    | ポーランド   | ピオトル・ジワ                   | 118.0 | 127.0m | ----  | ----   | 435.6 |
| 5    | ポーランド   | ステファン・フラ                 | 93.8  | 113.5m | ----  | ----   | 435.6 |
| 5    | ポーランド   | アダム・マリシュ                 | 123.2 | 135.5m | ----  | ----   | 435.6 |
| 6    | 日本         | 竹内択                           | 102.8 | 115.5m | ----  | ----   | 410.7 |
| 6    | 日本         | 湯本史寿                         | 83.7  | 111.0m | ----  | ----   | 410.7 |
| 6    | 日本         | 葛西紀明                         | 113.3 | 125.5m | ----  | ----   | 410.7 |
| 6    | 日本         | 伊東大貴                         | 110.9 | 123.0m | ----  | ----   | 410.7 |
| 7    | フィンランド | マッティ・ハウタマキ             | 113.0 | 125.0m | ----  | ----   | 408.3 |
| 7    | フィンランド | オッリ・ムオトカ                 | 74.0  | 101.0m | ----  | ----   | 408.3 |
| 7    | フィンランド | アンシ・コイブランタ             | 119.2 | 124.5m | ----  | ----   | 408.3 |
| 7    | フィンランド | ヤンネ・アホネン                 | 102.1 | 117.5m | ----  | ----   | 408.3 |
| 8    | チェコ       | ヤクブ・ヤンダ                   | 106.6 | 117.0m | ----  | ----   | 387.7 |
| 8    | チェコ       | ルカシュ・フラヴァ               | 104.4 | 119.0m | ----  | ----   | 387.7 |
| 8    | チェコ       | ヤン・マトゥラ                   | 98.0  | 114.5m | ----  | ----   | 387.7 |
| 8    | チェコ       | ロマン・コウデルカ               | 78.7  | 106.0m | ----  | ----   | 387.7 |
| 9    | ロシア       | パヴェル・カレリン               | 109.7 | 119.5m | ----  | ----   | 285.5 |
| 9    | ロシア       | デニス・コルニロフ               | 109.0 | 122.5m | ----  | ----   | 285.5 |
| 9    | ロシア       | イリヤ・ロスリャコフ             | DSQ   | DSQ    | ----  | ----   | 285.5 |
| 9    | ロシア       | ディミトリ・ヴァシリエフ         | 66.8  | 100.5m | ----  | ----   | 285.5 |
| 10   | カザフスタン | アレクセイ・コロレフ             | 46.9  | 86.5m  | ----  | ----   | 265.2 |
| 10   | カザフスタン | エフゲニー・レフキン             | 73.4  | 104.5m | ----  | ----   | 265.2 |
| 10   | カザフスタン | ニコライ・カルペンコ             | 78.4  | 106.5m | ----  | ----   | 265.2 |
| 10   | カザフスタン | ラディク・ザパロフ               | 66.5  | 100.0m | ----  | ----   | 265.2 |

## 国別獲得メダル数
| 順 | 国・地域     | 金 | 銀 | 銅 | 計 |
| -- | ------------ | -- | -- | -- | -- |
| 1  | ノルウェー   | 8  | 6  | 6  | 20 |
| 2  | オーストリア | 7  | 2  | 1  | 10 |
| 3  | スウェーデン | 2  | 2  | 1  | 5  |
| 4  | ドイツ       | 1  | 4  | 3  | 8  |
| 5  | フィンランド | 1  | 1  | 2  | 4  |
| 6  | フランス     | 1  | 0  | 1  | 2  |
| 7  | カナダ       | 1  | 0  | 0  | 1  |
| 8  | ロシア       | 0  | 2  | 2  | 4  |
| 8  | ポーランド   | 0  | 2  | 2  | 4  |
| 10 | イタリア     | 0  | 2  | 0  | 2  |
| 11 | スロベニア   | 0  | 0  | 2  | 2  |
| 12 | スイス       | 0  | 0  | 1  | 1  |
|    | Total        | 21 | 21 | 21 | 63 |